# 王国生 (軍人)
王 国生（おう こくせい、1947年2月 - ）は、中華人民共和国の軍人。最終階級は陸軍上将である。

## 概要
1947年2月吉林省大賚県生まれる。国防大学基本系卒業。軍歴を重ね中国解放軍上将（大将相当）となる。前蘭州軍区司令員。2012年10月に、定年に達し軍を退役した。

## 来歴
- 1947年 吉林省大賚県生まれる
- 1968年2月 中国解放軍に入隊
- 1996年7月 陸軍64集団軍参謀長
- 2001年12月 陸軍49軍軍長
- 2003年12月 蘭州軍区参謀長
- 2005年7月 中将に昇進
- 2007年6月 蘭州軍区司令員
- 2010年7月 上将に昇進
- 2012年10月 定年に達した為、蘭州軍区司令員の職を劉粤軍に渡し軍を退役した。